# بورمیدا
بورمیدا (به ایتالیایی: Bormida) یک کومونه در ایتالیا است که در استان ساونا واقع شده‌است.

## خصوصیات
بورمیدا ۲۲٫۴۳ کیلومترمربع مساحت و ۴۵۳ نفر جمعیت دارد و ۴۸۵ متر بالاتر از سطح دریا واقع شده‌است.